# نسبی‌گرایی اخلاقی
نسبی‌گرایی اخلاقی، اصطلاحی است که برای توصیف چندین موضع فلسفی در رابطه با تفاوت قضاوت های اخلاقی در بین اقشار مختلف و فرهنگ های خاص خود به کار می‌رود. مدافع چنین ایده هایی اغلب به عنوان یک نسبی‌گرای ساده شناخته می‌شود. به طور تفصیلی، نسبی‌گرایی اخلاقی توصیفی، فقط معتقد است کاری که مردم انجام می‌دهند، داشتن اختلاف نظر بنیادین درباره‌ی چیزی است که اخلاق نامیده می‌شود، بدون هیچ قضاوتی درباره‌ی مطلوب بودن این امر.

## انواع نسبی‌گرایی اخلاقی
نسبی‌گرایی اخلاقی فرااخلاقی (Meta-ethical moral relativism) معتقد است که در چنین اختلاف نظرهایی، هیچ کس از نظر عینی درست یا غلط نیست. نسبی‌گرایی اخلاقی هنجاری (Normative moral relativism) معتقد است که چون هیچ کس درست یا غلط نیست، هر کس باید رفتار دیگران را تحمل کند؛ حتی اگر اختلاف نظرهای زیادی در مورد اخلاقی بودن چیزهای خاص وجود داشته باشد.
مفاهیم گفته شده در مورد جنبش های مختلف فکری، حاوی تفاوت های چشمگیری است و نمی‌توان به عنوان توصیف مطلق با آن‌ها برخورد کرد. نسبی‌گرایان توصیفی لزوماً نسبی‌گرایی فرا اخلاقی را اتخاذ نمی‌کنند. علاوه بر این، همه‌ی نسبی‌گرایان فرا اخلاقی، نسبی‌گرایی هنجاری را اتخاذ نمی‌کنند.
نسبی‌گرایان اخلاقی معتقدند که هیچ اخلاق ثابت و تغییرناپذیری وجود ندارد و از این‌جهت وابسته به میل و سلیقه افراد یا قراردادهای خود آن‌ها است. یکی از ادله نسبی‌گرایان اخلاقی، تمسک به اختلاف ارزش‌های اخلاقی افراد و جوامع مختلف است؛ مثلاً در جوامعی اجساد مردگان را می‌سوزانند و آن را کار خوبی می‌دانند ولی برخی جوامع این نوع رفتار با اجساد مردگان را بسیار بد و نادرست می‌دانند. نسبی‌گرایان این تنوع موجود در ارزش‌های خوب و بد جوامع را دلیل بر نسبی بودن احکام اخلاقی می‌دانند و معتقدند که خوبی و بدی و درستی و نادرستی و بایدها و نبایدهای اخلاقی تماماً به سلیقه‌های فردی و گروهی وابسته است و هیچ بنیان واقعی و ثابتی ندارد. یکی دیگر از ادله نسبی‌گرایان اخلاقی این است که: گزاره‌های اخلاقی از نوع گزاره‌های انشایی‌اند که در این‌صورت هیچ خبری از واقعیتی نمی‌دهند و تنها بیانگر خواست افراد و گروه‌های جوامع مختلف هستند. این‌که چیزی خوب یا بد به حساب می‌آید تنها بستگی به نوع نگرش‌ها، امیال، احساسات و سلایق شخصی یا گروهی دارد. در این‌صورت خوبی و بدی و باید و نباید اخلاقی اموری ذهنی، احساسی و شخصی یا قراردادی است و از این‌جهت کاملاً اموری نسبی می‌باشند.